# Edward Cecot
Pour les articles homonymes, voir Cecot.
Edward Cecot, né le 1er juillet 1974 à Szczecin, est un footballeur polonais. Il est défenseur au GKS Bełchatów jusqu'à sa retraite, en 2010.

## Carrière
- 1996-1999 :  Zagłębie Lubin
- 2000 :  Śląsk Wrocław
- 2000-2001 :  Stomil Olsztyn
- 2001-2002 :  Zagłębie Lubin
- 2002-2004 :  Ruch Chorzów
- 2004-2010 :  GKS Bełchatów

### Palmarès
- Vice-Champion de Pologne : 2007
- Finaliste de la Coupe de la Ligue polonaise : 2007
- Finaliste de la Supercoupe de Pologne : 2007